# 국제 기독교 대학
국제기독교대학(일본어: 国際基督教大学 고쿠사이키리스토쿄다이카쿠[*], 영어: International Christian University ICU[*])은 일본 도쿄도 미타카시의 사립 대학이다.

## 개요

### 약력
개신교회 교파인 장로교가 설립한 학교이다. 1949년 일본 기독교 지도자 회의에서 국제기독교대학의 창설을 정식으로 결정했다. 더글러스 맥아더도 대학 설치시 재단의 명예 이사장을 맡아 미국에서 모금 운동에 일조했다. 1952년 어학연수소를 먼저 개설했고, 1953년에 학생 198명으로 개학하였다.

### 캠퍼스
ICU의 캠퍼스는 학생 수에 비해 매우 넓고, 녹지가 풍부한 것이 특징이다.

## 구성

### 학부와 전공
- 교양학부

#### 학과.전공 구분
- 예술.과학학과
  - 미술.고고학
  - 음악
  - 문학
  - 철학.종교학
  - 경제학
  - 경영학
  - 역사학
  - 법학
  - 공공정책
  - 정치학
  - 국제관계학
  - 사회학
  - 인류학
  - 생물학
  - 물리학
  - 화학
  - 수학
  - 정보과학
  - 언어교육
  - 언어학
  - 비교교육
  - 교육.미디어.사회
  - 심리학
  - 미디어.커뮤니케이션과 문화
  - 일본연구
  - 미국연구
  - 아시아연구
  - 젠더 섹슈얼리티 연구
  - 개발연구
  - 글로벌연구
  - 평화연구
  - 환경연구(2010년도 설립）

### 대학원
- 예술.과학연구과(박사과정<전기> 및 석사과정）
  - 심리.교육학전공
  - 공공정책.사회연구전공
  - 비교문화전공
  - 이학(理学)전공

- 예술.과학연구과(박사과정<후기>)
  - 예술.과학전공
    - 교육학・이학(理学)
    - 심리학
    - 언어교육
    - 법학・정치학・국제관계론
    - 사회학.미디어론
    - 경제.경영
    - 비교문화

## 주요동문
- 히라이 가즈오 – CEO of 소니
- Hirotaka Takeuchi – Professor at Harvard Business School and former dean of the Graduate School of International Corporate Strategy at Hitotsubashi University
- Kei Akagi – 재즈 피아니스트
- Takeshi Amemiya – The Edward Ames Edmonds Professor of Economics at 스탠퍼드 대학교
- Toshio Arima – President of Fuji Xerox
- Betsy Boze (née: Vogel) – CEO and Dean of Kent State University Stark
- Albert Chan (1975) - President of Hong Kong Baptist University[2]
- Yoko Narahashi - Prominent Film Producer and Casting Director
- Jay Rockefeller – U.S. Senator from West Virginia
- Kazuko Yokoo – Justice of the Supreme Court of Japan
- Shigeru Miyagawa – Professor of Linguistics & Kochi-Manjiro Professor of Japanese Language and Culture at Massachusetts Institute of Technology
- 아키시노노미야 마코 내친왕 - 일본 황족
- 아키시노노미야 가코 내친왕 – 일본 황족

## 공식 사이트
- International Christian University 국제기독교대학